# عبد الحميد بن عبد الرحمن بن زيد بن الخطاب
عبد الحميد بن عبد الرحمن بن زيد بن الخطاب، أبو عمر العدوي الخطابي المدني الأعرج من الأئمة الثقات، وهو قليل الرواية، كان أمير الكوفة للخليفة عمر بن عبد العزيز، توفي بحران في سنة نيف عشرة ومائة.

## روايته للحديث النبوي
- روى عن ابن عباس ومحمد بن سعد ومسلم بن يسار ومقسم .
- حدث عنه ابناه عمر وزيد والزهري وزيد بن أبي أنيسة وطائفة آخرهم عبد الرحمن بن يزيد بن جابر.[1]

## اقوال العلماء فيه
الجرح والتعديل
- أبو بكر بن أبي داود: ثقة مأمون.
- أحمد بن شعيب النسائي: ثقة.
- أحمد بن صالح الجيلي: ثقة.
- ابن حجر العسقلاني: ثقة.
- عبد الرحمن بن يوسف بن خراش: ثقة.